# Měnová parita
Měnová parita je stav ekvivalence mezi veličinami základních peněžních jednotek dvou národních měn.
Nejstarší formou měnové parity byla parita mincovní, v době, kdy byly raženy plnohodnotné mince (začátem 19. století obsahoval například americký dolar 1,60377 gramů zlata, francouzský frank 0,290323 gramů zlata). Jinými formami jsou zlatá, stříbrná parita nebo systém pohyblivých devizových kursů (měnová parita vůči hlavním světovým měnám).